# Mattiastrum himalayense
Mattiastrum himalayense är en strävbladig växtart som först beskrevs av Johann Friedrich Klotzsch, och fick sitt nu gällande namn av August Brand. Mattiastrum himalayense ingår i släktet Mattiastrum och familjen strävbladiga växter. Utöver nominatformen finns också underarten M. h. fallax.